# マルシア・クーニャ
マルシア・レジーナ・クーニャ（Marcia Regina Cunha、1969年7月26日 - ）は、ブラジルの元女子バレーボール選手。現役時代のポジションはオポジット。元ブラジル代表。

## 来歴
- クラブチーム

ジュイス・デ・フォーラ出身。1986年、Gerdau/Minasへ入団。1988年、Sadia Esporte Clubeへ移籍。1988/89、1989/90、1990/91シーズンのブラジル・スーパーリーガで3連覇、1989～1991年の南米クラブ選手権3連続に大きく貢献した。1992/93シーズンはAA Rio Forteでプレーし、ブラジル・スーパーリーガ3位となった。1993/94シーズンはOsasco Voleibol Clubeに加入しスーパーリーガで準優勝した。1994/95シーズンは再びGerdau/Minasに加入し、1995/96シーズンはEC Pinheirosでプレーし、スーパーリーガのベストスパイカー賞を受賞した。1996/97シーズンから2年間は再びOsasco Voleibol Clubeでプレーしリーグ準優勝した。1998/99シーズンはUnG/Sportvilleでプレーしリーグ4位となった。1999/00シーズンはトルコリーグのワクフバンクSKに移籍しリーグ準優勝となった。2000/01シーズンはCR Vasco da Gamaに加入しスーパーリーガで準優勝し現役を引退した。
- 代表チーム

アンダーカテゴリーの代表として1986年のU-18南米選手権で優勝した。1987年と1989年のジュニア世界選手権に出場し2大会連続で金メダルを獲得、ベストサーバー賞を受賞した。1988年にシニアのブラジル代表に初選出され、同年のソウル五輪に出場した。1989年の南米選手権でベストサーバー賞を受賞した。1990年、世界選手権に出場した。1992年、バルセロナ五輪に出場し4位となった。1993年、南米選手権でベストブロッカー賞を受賞した。1994年、ワールドグランプリで金メダルを獲得し、ベストブロッカー賞を受賞した。同年に自国開催された世界選手権で銀メダルを獲得した。1995年、ワールドグランプリで銀メダルを獲得した。同年11月のワールドカップで銀メダルを獲得した。1996年、アトランタ五輪に出場し銅メダルを獲得した。

## 球歴
- オリンピック - 1988年、1992年、1996年
- 世界選手権 - 1990年、1994年
- ワールドカップ - 1995年
- ワールドグランプリ - 1993年、1994年、1995年

## 受賞歴
- 1987年　U-20ジュニア世界選手権　ベストサーバー賞
- 1989年　U-20ジュニア世界選手権　ベストサーバー賞
- 1989年　南米選手権 ベストサーバー賞
- 1991年　世界クラブ選手権　ベストサーバー賞
- 1992年　世界クラブ選手権　ベストブロッカー賞
- 1993年　南米選手権 ベストブロッカー賞
- 1994年　ワールドグランプリ　ベストブロッカー賞
- 1996年　1995/96ブラジル・スーパーリーガ　ベストスパイカー賞

## 所属クラブ
- Gerdau/Minas（1986-1988年）
- Sadia Esporte Clube（1988-1992年）
- AA Rio Forte（1992-1993年）
- Osasco Voleibol Clube（1993-1994年）
- Gerdau/Minas（1994-1995年）
- EC Pinheiros（1995-1996年）
- Osasco Voleibol Clube（1996-1998年）
- UnG/Sportville（1998-1999年）
- ワクフバンクSK（1999-2000年）
- CR Vasco da Gama（2000-2001年）